# Chiến dịch tấn công Švenčionys
Chiến dịch tấn công Švenčionys, hay còn gọi là Cuộc tổng tấn công Sventiany là một chiến dịch quân sự chủ yếu là do Tập đoàn quân số 10 của Đế quốc Đức dưới quyền chỉ huy của tướng Hermann von Eichhorn nhằm vào Tập đoàn quân số 10 của Đế quốc Nga dưới sự chỉ huy của tướng Yevgeniy Radkevich, trên Mặt trận phía Đông trong cuộc Chiến tranh thế giới thứ nhất. Mặc dù ban đầu quân đội Đức đột phá được chiến tuyến của quân đội Nga, Tập đoàn quân số 2 mới được thành lập của Nga cuối cùng đã cản được bước tiến của quân Đức.

## Bối cảnh
Trong Chiến dịch Vil'na (Vilnius) năm 1915, quân đội Nga đã chặn được bước tiến của quân đội Đức vào tháng 8. Tuy nhiên, trong diễn tiến của chiến dịch này, một lỗ hổng đã xuất hiện về hướng bắc Vil'na, giữa các tập đoàn quân số 10 và số 2 của Nga. Bộ Chỉ huy quân đội Đức đã quyết định khai thác lỗ hổng này và tạo một vòng vây chặt chẽ sườn phải của Tập đoàn quân số 10 của Nga.

## Diễn biến
Vào ngày 27 tháng 8 (9 tháng 9 theo Lịch cũ), một lực lượng kỵ binh Đức dưới sự điều khiển của tướng Gamier, gồm thâu 4 sư đoàn kỵ binh và được tăng viện thêm 2 sư đoàn kỵ binh vào ngày 31 tháng 8 (13 tháng 9), đã tiến vào lỗ hổng giữa tiền tuyến của quân Nga và phát động một chiến dịch tấn công nhằm vào Ŝvenčiónys và Molodechno, với hy vọng đánh chiếm khu vực gần Vileika, Molodechno, và Smorgon, và bọc hậu Tập đoàn quân số 10 của Nga. Ban đầu, quân Đức đạt được thắng lợi. Họ chiếm được Vileika vào ngày 1 tháng 9 (14 tháng 9) và các lực lượng chính binh của Gamier đã tiến xa đến khu vực Smorgon, phá hủy các phương tiện đường sắt và hậu cần của Tập đoàn quân số 10 của Nga.
Tập đoàn quân số 10 của Nga đã triệt thoái khỏi Vil'na, và Tập đoàn quân số 5 của Nga rút về Dvinsk (Daugavpils). Bộ Chỉ huy quân đội Nga nhanh chóng thuyên chuyển một số quân đoàn từ vài tập đoàn quân khác nhau vào khu vực đột phá, đặt các đơn vị này dưới quyền chỉ huy của Tập đoàn quân số 2. Vào các ngày 3 (16) và 4 tháng 9 (16 tháng 9), quân kỵ binh Đức bị chặn đứng trên đường tiến tới Molodechno. Do thiếu sự yểm trợ của bộ binh, quân Đức phải triệt thoái dưới áp lực của quân Nga. Cho đến ngày 19 tháng 9 (2 tháng 10), cuộc đột phá Švenčionys đã bị ngăn chặn, và mặt trận ổn định trên một chiến tuyến trải dài từ hồ Drisviaty cho đến hồ Naroch, Smorgon, và Deliatin. Như thế, cả hai phe đều chuyển sang cầm cự.